# 李清照纪念堂
李清照纪念堂是中华人民共和国山东省济南市趵突泉公园内的一座纪念宋朝女词人李清照的纪念馆。

## 历史
1956年，济南市博物馆在趵突泉公园漱玉泉畔、柳絮泉北侧开始兴建李清照纪念堂。1959年12月，李清照纪念堂建成开放，是中国第一座以古代女文学家为纪念主题的纪念馆。1966年10月，纪念堂关闭:540。李清照纪念堂所在庭院北宋时属于济南张氏，金代改为灵泉庵，清末改为山东巡抚丁宝桢的祠堂“丁公祠”。因清初诗人田雯《柳絮泉访李易安故宅》一诗，李清照故居曾被错以为在柳絮泉边，其后文人多有附会，可能影响了纪念堂的选址。此外，李清照的词集《漱玉词》也被传说创作于该处。
1980年，李清照纪念堂重建并恢复开放，重建的纪念馆采用古典形式，但使用了钢筋水泥结构，有正厅、耳房、溪亭、叠翠轩、曲廊等。1986年，移交给趵突泉公园管理:540。1999年，进行扩建后面积达4000余平方米。2003年，纪念堂扩建，新增蜡像馆、展厅、花园等，扩建后建筑面积达1200平方米，总面积达5000平方米。

## 布局
1980年重建后的李清照纪念堂，是一座小型仿宋建筑，建筑面积为362平方米，门前为漱玉泉，正门为钩连搭卷棚歇山顶式门楼，其后通过半壁围廊和花墙透窗于纪念堂的正厅相连。门厅中悬挂有郭沫若题写的“一代词人”匾额，背面为“传颂千秋”匾额。正厅是一座斗拱出挑式建筑，抱柱上有郭沫若撰写的“大明湖畔趵突泉边故居在垂杨深处；漱玉集中金石录里文采有后主遗风”楹联:540。正厅内立有李清照全身塑像，并陈列着有关她生平和词作的各种书籍。展室内涵风格各异，从图、文、像、书、画等不同层面，展示了李清照的伟大成就与沧桑一生。堂内还陈列有她父亲和丈夫撰文的碑石、刻石的拓片，以及茅盾、叶圣陶、冯沅君、舒同、臧克家、李苦禅等人给纪念堂的题字、绘画、赋诗等。
扩建后，李清照纪念堂包含吟风榭、文书斋、漱玉堂、海棠轩、燕寝凝香、碑廊、易安楼等15组建筑。